# Tica
Pour les articles homonymes, voir Tice (homonymie).
Ticë en albanais et Tica en serbe latin (en serbe cyrillique : Тица) est une localité du Kosovo située dans la commune/municipalité de Skenderaj/Srbica et dans le district de Mitrovicë/Kosovska Mitrovica. Selon le recensement kosovar de 2011, elle compte 543 habitants, tous albanais.

## Démographie

### Évolution historique de la population dans la localité
| 1948 | 1953 | 1961 | 1971 | 1981 | 1991 | 2011 |
| ---- | ---- | ---- | ---- | ---- | ---- | ---- |
| 231  | 238  | 273  | 339  | 475  | 555  | 543  |

|  |